# Константинопольська угода (1479)
Константинопольська угода 1479 року —— мирна угода, укладена між Османською імперією та Венеційською республікою в Константинополі 25 січня 1479. Це був третій договір між цими державами після падіння Константинополя в 1453, він слідував за Наксоським договором та мирним договором 1468 року. 
Договір завершив Першу османсько-венеційську війну, 16-річну війну між Венеційською республікою та Османською імперією, що почалася в 1463 році. Підписаний після того, як османи зайняли венеційські володіння на узбережжі Адріатичного моря і почали загрожувати околицям самої Венеції. 

## Умови договору
Договір підписаний на наступних умовах: 
1. Османська імперія поступалася замками Корфу, Кровілі та замками фанаріотів Теспротія та Сопот. Всі чотири згадані замки були зайняті греками в 1473 зі згоди та за підтримки венеційців.
2. На Адріатичному узбережжі Албанії за венеційцями зберігалися лише Дураццо та Ульцинь і крім захоплених османами Авлони (Вльори) і Алессіо (Лежа), республіка зобов'язалася також передати османам Скутарі (Шкодер в сучасній Албанії, який на момент підписання мирної угоди ще утримувався венеційсько-албанською залогою, хоча вже багато місяців знаходився в османській облозі)
3. На Пелопоннесі, Венеція поступалася своєю багатосотрічною колонією Негропонте (сучасни о.Евбея), містом Аргос та зобовязалась повернути султанові всі замки в Мореї та сотрів Лемнос, зайняті під час війни..
4. Венеція зобов'язалася виплачувати Османській імперії щорічно 10 000 дукатів для дозволу венеційської торгівлі в Чорному морі.

Договором за Венецією зберігались важлива фортеця Лепанто на півночі Коринфської затоки та міста Нафпліон, Монемвасія, Короні, Метоні та Наварин на півострові Пелопонес. Також призначена Спеціальна комісія, яка повинна була визначити межі цих районів. Переговори (листування) велися з січня 1479 по квітень 1481 на грецькій мові, яка згодом стала офіційною мовою Османської імперії. 

## Наслідки
У 1482 договір доповнений черговим Константинопольським договором. Договір був порушений султаном Баязидом II під час Другої османсько-венеційської війни 1499-1503. 